# Vertragsgestaltung
Vertragsgestaltung (oder Vertragsjurisprudenz) ist eine Kautelarpraxis, die der Umsetzung der Sachziele eines Rechtssubjekts dient und einen Lebenssachverhalt durch Vertrag absichern, herbeiführen, verändern oder verhindern soll.

## Allgemeines
Während die Entscheidungsjurisprudenz sich mit Problemen der Subsumtion eines Lebenssachverhalts der Vergangenheit unter Rechtsnormen (insbesondere Methoden der Auslegung zur Lückenfüllung und Behandlung von Wertewandel) befasst, ist die Vertragsgestaltung zukunftsgerichtet und befasst sich mit der Methode der rechtlichen Gestaltung (Kreativität) von Sachverhalten mit den Kernproblemen der Prognose und der Auswahl der relevanten Regelungskomplexe. Eckart Rehbinder definierte die Vertragsgestaltung als „die Mithilfe bei der Entscheidung eines Mandanten … über die Gestaltung eines Lebensverhältnisses mit den Mitteln und in den Grenzen von Recht“.
Die Vertragsgestaltung spielt im Alltag eine bedeutende Rolle. Die rechtssichere Vertragsgestaltung obliegt Juristen wie Rechtsanwälten, Steuerberatern oder Notaren (bei der Beurkundung) im Rahmen der Rechtsberatung. Aber auch Laien bemühen sich um Vertragsgestaltung, gehen dabei jedoch das Rechtsrisiko ein, nicht alle Rechtsfolgen zu bedenken und dadurch in Rechtsstreit mit der anderen Vertragspartei oder Dritten zu geraten. Insbesondere im Wirtschafts- und Steuerrecht beschäftigen sich Juristen mit der Aufgabe, schwierige Sachverhalte einer interessengerechten Lösung durch Vertragsgestaltung zuzuführen.

## Rechtsfragen
Vertragsgestaltung bedeutet, dass ein Vertrag gestaltet wird, also durch einen schöpferischen Schaffensprozess entsteht. Der Gestaltende muss zunächst untersuchen, welche Regelungen zur Erreichung des Sachziels erforderlich sind. Der Vertrag muss vollständig sein, darf keine inneren Widersprüche aufweisen, keine Rechtsfragen unberücksichtigt lassen, und die Rechtsfolgen aus der Erfüllung des Vertrags müssen vollständig mit den Sachzielen übereinstimmen.
Die Vertragsgestaltung erfolgt in vier Schritten:
- Ermittlung des Regelungs- oder Vertragsziels: Die Sachziele (Hauptzweck) und Interessen (Nebenzwecke) einer Vertragspartei müssen sich im Vertrag wiederfinden.
- Regelungsbedarf: Die Rechtslage ist zu klären, insbesondere sind alle tangierenden Rechtsgebiete wie Arbeitsrecht, Privatrecht, Steuerrecht oder den Vertrag berührende Spezialgesetze zu berücksichtigen.
- Umsetzung des Regelungsbedarfs durch gesetzliche Gestaltungsmöglichkeiten sowie die  Feststellung gesetzlicher Grenzen. Auf eine angemessene Berücksichtigung der Interessen des anderen Vertragspartners ist Rücksicht zu nehmen (Interessenausgleich).
- Formulierung des Vertrags: Es ist eine für die Vertragsparteien verständliche Syntax zu verwenden, die Widersprüche oder Auslegungsspielräume vermeidet.

Zu Rechtsfehlern kommt es, wenn die Vertragsparteien bei der Formulierung Rechtsnormen übersehen (Regelungslücke), verkennen oder falsch auslegen. Unentdeckte Rechtsfehler stellen ein vertragliches Rechtsrisiko dar. Ein Vertrag kann als Brief (Geschäftsbrief) oder in Urkundenform verfasst werden.
Durch juristische Laien verfasste Verträge mit rechtlich kompliziertem Inhalt sollten von Anwaltskanzleien, Rechtsanwälten oder Steuerberatern auf Angemessenheit (englisch appropriateness), Richtigkeit (englisch accuracy) und Vollständigkeit (englisch completeness), Rechtmäßigkeit (englisch legality), Gültigkeit (englisch validity), Wirksamkeit (englisch legal effectiveness) und Vollstreckbarkeit (englisch enforceability) geprüft werden.
Wer mit Rücksicht auf seine berufliche oder wirtschaftliche Stellung oder auf die Eigenschaft als Sachkenner (wie Rechtsanwälte und Wirtschaftsprüfer) eine Garantenstellung einnimmt, kann Anlegern aus „Verschulden bei Vertragsverhandlungen haften, wenn sie durch ihr nach außen in Erscheinung tretendes Mitwirken am Emissionsprospekt einen Vertrauenstatbestand schaffen“.
Wird ein Vertrag als automatisierte Rechtsdienstleistung digital generiert, stellt dieser Vorgang keine unerlaubte Rechtsdienstleistung im Sinne von § 2 Abs. 1, § 3 des Rechtsdienstleistungsgesetzes (RDG) dar.

## Arten
Die Vertragsgestaltung lässt sich strukturieren in:
- Private Planung:
  - Gestaltung von Lebenssachverhalten,
  - für die Zukunft,
  - mit den Mitteln und in den Grenzen des Rechts;
- eine schöpferische Tätigkeit:
  - dynamische, zukunftsbezogene Sicht des Sachverhalts,
  - instrumentelle Sicht des Rechts;
- ein bestimmtes Verfahren (Prozess), bestehend aus:
  - Informationsgewinnung,
  - Beratung,
  - Belehrung über Rechtsfolgen und Gefahren,
  - Verhandlungsführung oder Verhandlungsvermittlung,
  - Formulierung von Entwurf und Vertrag,
  - Hilfestellung bei Vertragsvollzug und -Abwicklung.

Das „Gebot des sichersten Weges“ soll für die Rechtsbeständigkeit sorgen. Zusätzlich sollen bei der Vertragsgestaltung wirtschaftliches Denken, Kostengünstigkeit der Gestaltung sowie deren Praktibilität Berücksichtigung finden.

## Vertragstypen
Für die Vertragsgestaltung kommen alle Vertragstypen in Frage, insbesondere Arbeitsverträge, Dienstverträge, Eheverträge, Erbverträge, Gesellschaftsverträge, Kaufverträge, Leasingverträge, Maklerverträge, Mietverträge, Verträge im Sachenrecht, Schenkungen, Staatsverträge oder Werkverträge. Diese Vertragstypen unterliegen zwar weitgehend einem bestimmten Rechtsgebiet (etwa Arbeitsverträge dem Arbeitsrecht), doch können auch andere Rechtsgebiete in sie hineinwirken. Bestimmte Vertragstypen sind zwingend zu beurkunden wie Ehevertrage, Gesellschaftsverträge oder Grundstückskaufverträge und lassen daher kaum Gestaltungsspielraum für die Vertragsparteien zu.
Die Vertragsgestaltung wird in einigen Rechtsgebieten durch standardisierte Vertragsmuster (englisch master agreements) erleichtert, so beispielsweise im Finanzwesen bei Konsortialverträgen und Kreditverträgen durch die Loan Market Association oder bei nicht börsenfähigen Finanzkontrakten durch die International Swaps and Derivatives Association.

## Kriterien
Kriterien der Vertragsgestaltung sind Interessenwahrnehmung, Zweckorientierung, Rechtskenntnis und Rechtsanwendung, das Gebot des sichersten Wegs, Zukunftstauglichkeit sowie Verständnis der wirtschaftlichen Zusammenhänge. Zu den Kernaufgaben bei der Vertragsgestaltung gehören Carsten Kunkel zufolge Zweckverwirklichung, Interessenwahrnehmung und Konfliktvermeidung, Informationsermittlung sowie Zukunftstauglichkeit und Flexibilität; das „Gebot des sichersten Weges“ soll außerdem für die Rechtsbeständigkeit sorgen.